# 무선 제로 구성
무선 제로 구성(WZC, Wireless Zero Configuration) 또는 무선 자동 구성(Wireless Auto Configuration), WLAN 오토콘피그(WLAN AutoConfig)는 사용자 기본 설정에 따라 연결할 무선 네트워크를 동적으로 선택하는 서비스로 마이크로소프트 윈도우 XP 이상 운영 체제에 포함된 무선 연결 관리 유틸리티이다. 컴퓨터의 무선 네트워킹 장치 제조업체에서 제공하는 무선 네트워크 유틸리티 대신에, 아니면 해당 유틸리티가 없는 경우에 사용할 수 있다. 무선 어댑터용 드라이버는 NDIS 개체 ID를 조회하고 사용 가능한 네트워크 이름(SSID)을 서비스에 전달한다. 그런 다음 서비스는 연결 속성의 무선 네트워크 탭에 있는 사용자 인터페이스 또는 알림 영역에서 액세스할 수 있는 무선 네트워크 연결 대화 상자에 해당 항목을 나열한다. 개발자는 WZC 서비스의 확인된(디버그) 빌드 버전을 사용하여 서비스에 기록된 추가 진단 및 추적 정보를 얻을 수 있다.

## 개요
무선 제로 구성은 윈도우 XP에서 처음 도입되었다. 윈도우 비스타 및 윈도우 7에서는 동등한 기능을 제공하는 서비스를 "WLAN AutoConfig"라고 한다. 이는 윈도우 비스타에 도입된 기본 와이파이 아키텍처를 기반으로 한다.
처음에 윈도우 XP에는 개발자가 무선 클라이언트 프로그램을 만들고 프로필과 연결을 관리할 수 있는 무선 LAN API가 없었다. 윈도우 비스타 출시 후 마이크로소프트는 윈도우 XP SP2용 무선 LAN API가 포함된 KB918997을 출시했다. 나중에 윈도우 XP 서비스 팩 3에 통합되었다.

## 같이 보기
- 윈도우 구성 요소 목록